# Ченг Хефанг
Ченг Хефанг (1. септембар 1995) је кинеска парабадминтонка која је играла сваку од три варијације овог спорта (женски сингл, женски дубл и мјешовити парови) на највишем свјетском нивоу.
Године 2021, Ченг је освојила сребрну медаљу представљајући Кину у женском дублу СЛ3–СУ5 на Љетњим параолимпијским играма 2020. године заједно са такмичарком Ма Хуихуи, пошто је изгубила од Леани Ратри Октиле и Халиматуса Садије у мечу за златну медаљу,] али је освојила златну медаљу у женском синглу СЛ4, победивши Леани Ратри Октилу.

## Спортска постигнућа

### Параолимпијске игре
Женски сингл
| Година | Мјесто одржавања такмичења                       | Противник                     | Бодови              | Резултат |
| ------ | ------------------------------------------------ | ----------------------------- | ------------------- | -------- |
| 2020   | Национална спортска дворана Јојоги, Токио, Јапан | Индонезија Леани Ратри Октила | 21–19, 17–21, 21–16 | Злато    |

Женски дубл
| Година | Мјесто одржавања такмичења                       | Партнер        | Противници                                                  | Бодови       | Резултат |
| ------ | ------------------------------------------------ | -------------- | ----------------------------------------------------------- | ------------ | -------- |
| 2020   | Национална спортска дворана Јојоги, Токио, Јапан | Кина Ма Хуихуи | Индонезија Леани Ратри Октила · Индонезија Халиматус Садија | 18–21, 12–21 | Сребро   |

### Свјетска првенства
Женски сингл
| Година | Мјесто одржавања такмичења                              | Противник                     | Бодови       | Резултат |
| ------ | ------------------------------------------------------- | ----------------------------- | ------------ | -------- |
| 2017   | Dongchun Gymnasium, Улсан, Јужна Кореја                 | Индонезија Леани Ратри Октила | 21–14, 21–13 | Злато    |
| 2019   | St. Jakobshalle, Базел, Швајцарска                      | Индонезија Леани Ратри Октила | 16–21, 16–21 | Сребро   |
| 2024   | Pattaya Exhibition and Convention Hall, Патаја, Тајланд | Индонезија Леани Ратри Октила | 21–11, 21–9  | Злато    |

Женски дубл
| Година | Мјесто одржавања такмичења              | Партнер        | Противници                                                  | Бодови       | Result |
| ------ | --------------------------------------- | -------------- | ----------------------------------------------------------- | ------------ | ------ |
| 2017   | Dongchun Gymnasium, Улсан, Јужна Кореја | Кина Ма Хуихуи | Индија Parul Parmar · Јапан Akiko Sugino                    | 16–21, 19–21 | Сребро |
| 2019   | St. Jakobshalle, Базел, Швајцарска      | Кина Ма Хуихуи | Индонезија Леани Ратри Октила · Индонезија Халиматус Садија | 21–17, 21–12 | Злато  |

### Азијске пара игре
Женски сингл
| Године | Мјесто одржавања такмичења                    | Противник                     | Бодови              | Резултат |
| ------ | --------------------------------------------- | ----------------------------- | ------------------- | -------- |
| 2014   | Gyeyang Gymnasium, Инчеон, Јужна Кореја       | Кина Sun Shouqun              | 13–21, 17–21        | Сребро   |
| 2018   | Istora Gelora Bung Karno, Џакарта, Индонезија | Индонезија Леани Ратри Октила | 18–21, 21–18, 21–13 | Злато    |

Женски дубл
| Године | Мјесто одржавања такмичења                    | Партнер        | Противник                                                   | Бодови       | Резултат |
| ------ | --------------------------------------------- | -------------- | ----------------------------------------------------------- | ------------ | -------- |
| 2014   | Gyeyang Gymnasium, Инчеон, Јужна Кореја       | Кина Ма Хуихуи | Индонезија Леани Ратри Октила · Индонезија Халиматус Садија | 21–10, 21–16 | Gold     |
| 2018   | Istora Gelora Bung Karno, Џакарта, Индонезија | Кина Ма Хуихуи | Индонезија Леани Ратри Октила · Индонезија Халиматус Садија | 15–21, 12–21 | Silver   |

### Азијска првенства
Женски сингл
| Година | Мјесто одржавања такмичења                                                | Противник        | Бодови              | Резултат |
| ------ | ------------------------------------------------------------------------- | ---------------- | ------------------- | -------- |
| 2016   | China Administration of Sport for Persons with Disabilities, Пекинг, Кина | Кина Yang Qiuxia | 17–21, 21–19, 15–21 | Бронза   |

Женски дубл
| Година | Мјесто одржавања такмичења                                                | Противници     | Бодови                                                        | Резултат     |       |
| ------ | ------------------------------------------------------------------------- | -------------- | ------------------------------------------------------------- | ------------ | ----- |
| 2016   | China Administration of Sport for Persons with Disabilities, Пекинг, Кина | Кина Ma Huihui | Јапан Akiko Sugino · Јапан Asami Yamada                       | 21–10, 21–11 | Злато |
| 2016   | China Administration of Sport for Persons with Disabilities, Пекинг, Кина | Кина Ma Huihui | Индија Parul Parmar · Индонезија Халиматус Садија             | 21–11, 21–4  | Злато |
| 2016   | China Administration of Sport for Persons with Disabilities, Пекинг, Кина | Кина Ma Huihui | Индија Chiranjita Bharali · Индија Manasi Girishchandra Joshi | 21–3, 21–5   | Злато |

Мјешовити парови
| Година | Мјесто одржавања такмичења                                                | Противници  | Бодови                                      | Резултат            |        |
| ------ | ------------------------------------------------------------------------- | ----------- | ------------------------------------------- | ------------------- | ------ |
| 2016   | China Administration of Sport for Persons with Disabilities, Пекинг, Кина | Кина Ou Wei | Јапан Toshiaki Suenaga · Јапан Akiko Sugino | 19–21, 21–19, 20–22 | Сребро |

### Међународни турнири (9 титула, 9 другопласираних)
Женски сингл
| Година | Мјесто одржавања такмичења          | Противници                    | Бодови              | Резултат       |
| ------ | ----------------------------------- | ----------------------------- | ------------------- | -------------- |
| 2015   | China Para Badminton International  | Кина Ма Хуихуи                | 19–21, 20–22        | Другопласирана |
| 2017   | Japan Para Badminton International  | Тајланд Chanida Srinavakul    | 21–7, 21–3          | Побједница     |
| 2019   | Dubai Para Badminton International  | Индонезија Леани Ратри Октила | 21–15, 21–15        | Побједница     |
| 2019   | China Para Badminton International  | Кина Ма Хуихуи                | 21–8, 21–10         | Побједница     |
| 2019   | Japan Para Badminton International  | Јапан Fujino Haruka           | 21–11, 21–12        | Побједница     |
| 2020   | Brazil Para Badminton International | Индонезија Леани Ратри Октила | 21–16, 16–21, 21–14 | Побједница     |

Женски дубл
| Година | Мјесто одржавања такмичења           | Партнер        | Противници                                                  | Бодови              | Резултат       |
| ------ | ------------------------------------ | -------------- | ----------------------------------------------------------- | ------------------- | -------------- |
| 2015   | China Para Badminton International   | Кина Ма Хуихуи | Кина Li Tongtong · Кина Xing Jiahuan                        | 21–9, 21–10         | Побједница     |
| 2015   | China Para Badminton International   | Кина Ма Хуихуи | Хонгконг Ng Lai Ling · Јапан Mamiko Toyoda                  | 21–7, 21–10         | Побједница     |
| 2015   | China Para Badminton International   | Кина Ма Хуихуи | Француска Véronique Braud · Норвешка Helle Sofie Sagøy      | 21–4, 21–5          | Побједница     |
| 2019   | Turkish Para Badminton International | Кина Ма Хуихуи | Јапан Mio Hayashi · Јапан Ayako Suzuki                      | 21–12, 18–21, 16–21 | Другопласирана |
| 2019   | Dubai Para Badminton International   | Кина Ма Хуихуи | Индонезија Леани Ратри Октила · Индонезија Халиматус Садија | 21–8, 12–21, 16–21  | Другопласирана |
| 2019   | China Para Badminton International   | Кина Ма Хуихуи | Јапан Noriko Ito · Јапан Ayako Suzuki                       | 21–8, 21–7          | Побједница     |
| 2019   | Japan Para Badminton International   | Кина Ма Хуихуи | Јапан Noriko Ito · Јапан Ayako Suzuki                       | 21–13, 21–8         | Побједница     |
| 2020   | Brazil Para Badminton International  | Кина Ма Хуихуи | Индонезија Леани Ратри Октила · Индонезија Халиматус Садија | 15–21, 19–21        | Другопласирана |

Мјешовити парови
| Година | Мјесто одржавања такмичења           | Партнер     | Противници                                              | Бодови              | Резултат       |
| ------ | ------------------------------------ | ----------- | ------------------------------------------------------- | ------------------- | -------------- |
| 2015   | China Para Badminton International   | Кина Ou Wei | Кина Shi Shengzhuo · Кина Wen Yu                        | 16–21, 13–21        | Другопласирана |
| 2017   | Japan Para Badminton International   | Кина Ou Wei | Француска Lucas Mazur · Француска Faustine Noël         | 13–21, 21–18, 21–13 | Побједница     |
| 2019   | Turkish Para Badminton International | Кина Ou Wei | Индонезија Hary Susanto · Индонезија Леани Ратри Октила | 9–21, 13–21         | Другопласирана |